# Що там, за поворотом?
«Що там, за поворотом?» — радянський двосерійний телефільм 1980 року, знятий режисером Марком Толмачовим на Одеській кіностудії.

## Сюжет
Юний герой, школяр, їде у село, де у роки Великої Вітчизняної війни у бою загинув його дід. У селі хлопчик знаходить друзів серед однолітків. Хлопці вирішують таємно, самотужки, будувати пам'ятник загиблим воїнам. Поступово їхня робота перестає бути таємницею — і односельці приєднуються до будівництва пам'ятника.

## У ролях
- Максим Баєв — Вітя Ревякін
- Ганна Марголіс — Катя
- Кирило Дворський — Вова Зубков
- Борис Кірюшов — Слава Рєпін, Ріпа
- Микола Олзей-Оол — Ігнат, бакенщик
- Петро Любешкін — Олексій Захарович Вдовін
- Юрій Гусєв — Володимир Сергійович, батько Віті
- Ніна Зайцева — мама Віті
- Зінаїда Дехтярьова — Марія Іванівна, голова колгоспу
- Любов Соколова — Ганна Захарівна Багрова
- Борис Сабуров — Терентій
- Л. Мосейчук — Федір Бутов, комсорг
- Микола Гринько — Ігор Іларіонович, скульптор
- Михайло Горносталь — капітан
- Володимир Міняйло — матрос
- Ніна Русланова — Клавдія (роль озвучила інша актриса)
- Любов Ткаченко — Муза Станіславівна, завідуюча клубом
- П. Недовізій — епізод
- А. Пєлікаєв — епізод
- Б. Юсупов — епізод

## Знімальна група
- Режисер — Марк Толмачов
- Сценарист — Ігор Минутко
- Оператори — Віктор Березовський, Сергій Стакуза
- Композитор — Геннадій Банщиков
- Художник — Михайло Кац